# Carola Ewert
Carola Ewert (* 6. Dezember 1967 in Berlin; † August 2014) war eine deutsche Synchronsprecherin.

## Leben
Bevor Carola Ewert 1992 als Synchronsprecherin tätig wurde, absolvierte sie eine Ausbildung zur Krippenerzieherin. Während ihrer Karriere als Sprecherin vertonte sie eine große Anzahl verschiedener Charaktere im deutschen Fernsehen.
2004 musste die Berlinerin aufgrund von gesundheitlichen Problemen zurücktreten und einige Sprechrollen an andere Synchronsprecherinnen abgeben. Daher haben teilweise mitten in der Staffel einige ihrer Charaktere plötzlich neue – wenn auch ähnlich klingende – Stimmen. Ewert verstarb im August 2014.

## Synchronisation (Auswahl)

### Filme
- 1995: Mia Kirshner in Die Grasharfe als Maude Riordan
- 1999: Gabrielle Union in Eine wie keine als Katie
- 1999: Selma Blair in Eiskalte Engel als Cecile Caldwell
- 2001: Selma Blair in Natürlich blond als Vivian Kensington
- 2002: Shannyn Sossamon in 40 Tage und 40 Nächte als Erica Sutton
- 2005: Linda Cardellini in Brokeback Mountain als Cassie Cartwright
- 2007: Rhona Mitra in Number 23 als Laura Tollins

### Serien
- 1993–1994: Shari Belafonte in Sonic the Hedgehog als Lupe
- 1995–2001: Gloria Reuben in Emergency Room – Die Notaufnahme als Ass. Jeanie Boulet
- 1998: Melanie Smith in Star Trek: Deep Space Nine als Tora Ziyal
- 1999: Lisa Dwan in Mystic Knights als Deirdra – Mystischer Ritter der Luft
- 1999–2001/2003: Eliza Dushku in Buffy – Im Bann der Dämonen als Faith Lehane
- 2000–2002: Eliza Dushku in Angel – Jäger der Finsternis als Faith (1. Stimme)
- 2002: Jennifer Hale in Totally Spies als Sam
- 2002: Teiyū Ichiryûsai in Crayon Shin-Chan als Max (1. Stimme)
- 2001–2002: Rose McGowan in Charmed – Zauberhafte Hexen als Paige Matthews (1. Stimme)
- 2003–2004: Emmanuelle Vaugier in Smallville als Dr. Helen Bryce (1. Stimme)
- 2003–2008: Jennifer Garner in Alias – Die Agentin als Sydney Bristow